# Claude Louis Hector de Villars
Claude Louis Hector de Villars, francoski maršal, * 8. maj 1653, Moulins, † 17. junij 1734, Torino.